# Hypselodoris bullockii
Hypselodoris bullockii (Collingwood, 1881) è un mollusco nudibranchio della famiglia Chromodorididae.

## Descrizione

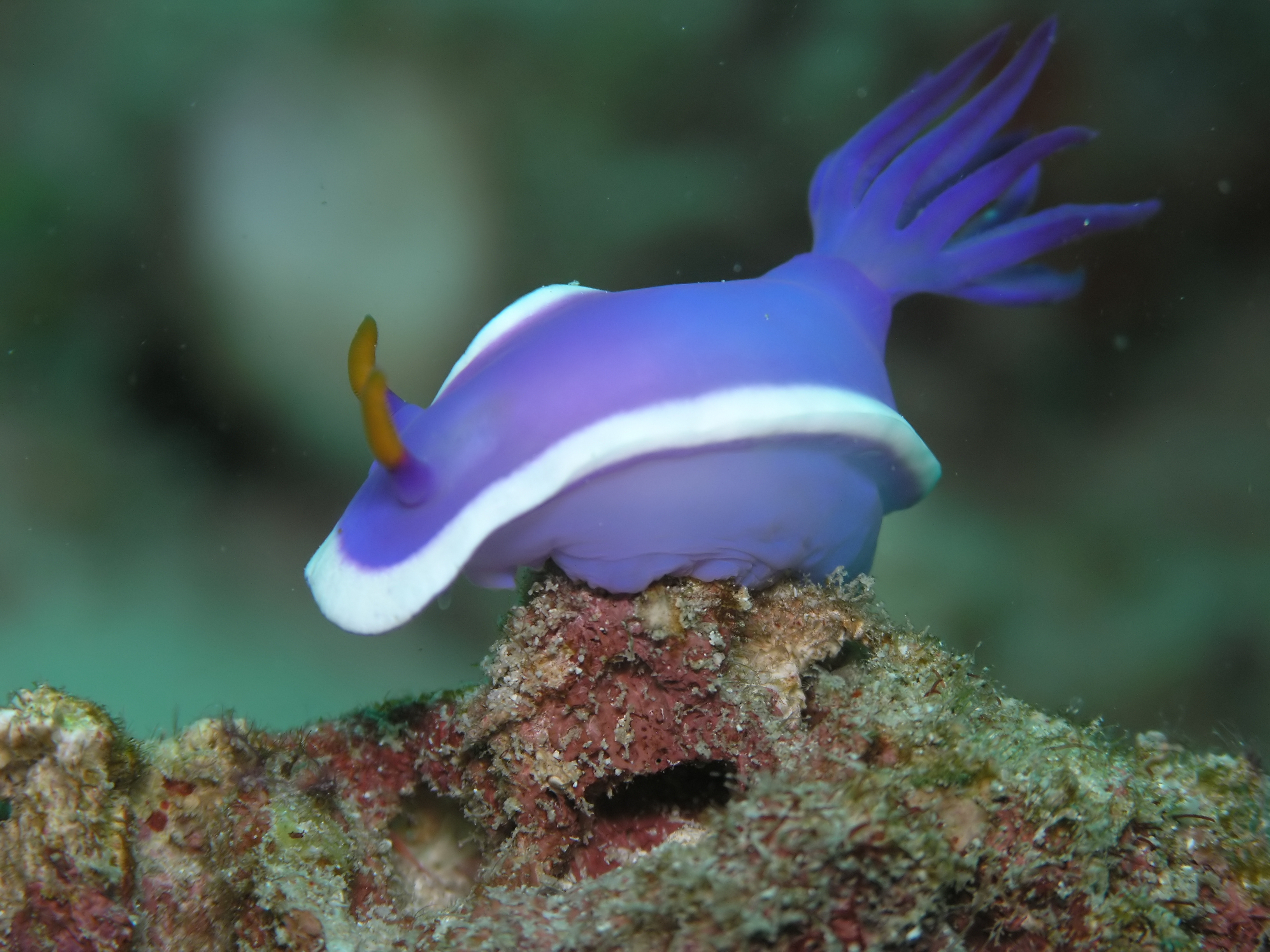

Corpo di lunghezza sino a 4 centimetri, di colore da bianco a rosa acceso a blu-violaceo, con grande variabilità cromatica, caratterizzato da una linea bianca sul bordo del mantello e sul bordo del piede. Rinofori e branchie da giallo a arancio; queste ultime sono alte, sopra una cuspide del corpo, caratteristica che lo riconduce al genere Hypselodoris.

## Distribuzione e habitat
Questa specie è diffusa nell'oceano Indiano e nel Pacifico.